# Microgramma moraviana
Microgramma moraviana är en stensöteväxtart som beskrevs av L. D. Gómez. Microgramma moraviana ingår i släktet Microgramma och familjen Polypodiaceae. Inga underarter finns listade.